# Agartxik
Agartxik (en rus: Агарчик) és un poble de l'óblast de Kursk, a Rússia, que en el cens del 2010 no tenia cap habitant. Pertany al districte rural de Kastórnoie.